# 裂殖孔线双吸虫
裂殖孔线双吸虫（学名：Nematobothrium schistogonimum）为囊双科线双吸虫属的动物。在中国大陆，分布于南海等海域，营寄生生活，寄生部位为胃脏外壁。该物种的模式产地在海南岛三亚。